# Orthogonia griseosuffusa
Orthogonia griseosuffusa là một loài bướm đêm trong họ Noctuidae.